# Luzhou
Luzhou (泸州 ; pinyin : Lúzhōu) est une ville du sud-est de la province du Sichuan en Chine. Elle est située au confluent du Fleuve bleu et du Tuojiang (沱江). Traditionnellement, c'est une ville célèbre pour ses alcools. Elle produit également des litchis, du gaz et de la houille. Elle a ou avait un camp de travail (laogai).

## Subdivisions administratives
La ville-préfecture de Luzhou exerce sa juridiction sur sept subdivisions - trois districts et quatre xian :
- le district de Jiangyang - 江阳区 Jiāngyáng Qū ;
- le district de Naxi - 纳溪区 Nàxī Qū ;
- le district de Longmatan - 龙马潭区 Lóngmǎtán Qū ;
- le xian de Lu - 泸县 Lú Xiàn ;
- le xian de Hejiang - 合江县 Héjiāng Xiàn ;
- le xian de Xuyong - 叙永县 Xùyǒng Xiàn ;
- le xian de Gulin - 古蔺县 Gǔlìn Xiàn.